# Miloslav Jebavý
Miloslav Jebavý (27. srpna 1911 Háje nad Jizerou – 18. července 1949 Věznice Pankrác, Praha) byl český voják a legionář. V roce 1949 byl za trestné činy velezrady a vyzvědačství odsouzen v politickém procesu k trestu smrti.

## Životopis

### Dětství a mládí
Narodil se v srpnu 1911 v obci Háje nad Jizerou na Semilsku do rodiny kováře Josefa Jebavého a Anny, rozené Jodasové. Měl mladšího bratra Josefa. V mládí absolvoval obecnou školu v obci Loukov, později úspěšně absolvoval také gymnázium v Olomouci. 

### Emigrace
V roce 1930 odjel do Paříže, později odcestoval na jih do francouzské Marseille. Ještě v listopadu téhož roku vstoupil do cizinecké legie. V průběhu let poté sloužil v jejích řadách v Maroku a Alžírsku. V rámci svého působení byl jmenován rotmistrem a později také důstojnickým čekatelem. Na počátku druhé světové války byl poslán zpět do Francie. Jednotka, v níž byl umístěn, zaujala pozice mezi Maginotovou linie a Siegfriedovou linií. Při útoku Německa na Francii sváděla jeho jednotka těžké boje a byla prakticky zcela zničena. Během francouzské kapitulace se nacházel poblíž demarkační linie u města Dijon. Poté byl poslán zpět do Afriky.
Brzy po svém návratu na kontinent se rozhodl uprchnout do Anglie. V červnu 1941 úspěšně po krádeži rybářského plavidla v marocké Casablance doplul s několika dalšími vojáky z Československa na území Velké Británie, když zakotvil na Gibraltaru. Poté se stal členem britské armády a absolvoval rozsáhlý výcvik včetně paradesantního tréninku. Po určitou dobu poté vykonával zpravodajskou činnost. Ještě v tomtéž roce opět působil v Maroku a Alžírsku. V roce 1942 se jeho působnost rozšířila na území Libye a později téhož roku byl vysazen v severní Francii, když seskočil padákem. Na začátku roku 1943 jej pak ponorka vysadila u břehů jihovýchodní Francie. Od července 1943 do ledna 1944 byl vězněn ve městě Eysses, neboť byl zatčen policií Vichistické Francie ve městě Montpellier. V lednu 1944 ale z vězení uprchnul a přes Pyrenejský poloostrov se dostal zpět do Gibraltaru, odkud doplul do Anglie. V rámci svého působení v britské armádě získal majorskou hodnost. V létě 1944 byl poté z vlastní iniciativy zařazen do francouzské armády pod vedením Charles de Gaulla. Poté působil ve funkci prvního velitele parašutistického praporu v Camberley. Později začal opět působit v cizinecké legii. V březnu 1945 byl těžce zraněn v bojích u řeky Rýn. Z léčení byl propuštěn až o téměř rok později, na konci února 1946. Poté byl zproštěn vojenské služby a obdržel několik francouzských vyznamenání.

### Návrat do vlasti a smrt
Do Československa se poté vrátil v dubnu 1946. Po svém návratu do vlasti začal pracovat ve firmě Prago-Export, kterou vlastnil jeho bratr. V březnu 1949 byl náhle zatčen Státní bezpečností v rámci Akce Norbert. Krátce po svém zatčení byl obviněn ze spiknutí s britskými a americkými zpravodajskými službami, přičemž měl celé spiknutí společně s Karlem Sabelou řídit. Podle prokuratury se tím snažil o státní převrat. V červnu 1949 byl Státním soudem v Praze odsouzen za zločin velezrady a vyzvědačství k trestu smrti. Popraven byl o pouhý měsíc později v Pankrácké věznici. Dodnes přitom není jasné, zda či nakolik byla obvinění smyšlená, neboť podle pozdějších výpovědí byla přiznání vynucena mučením. Jeho tělo bylo pohřbeno do neoznačeného hrobu na hřbitově v Praze-Ďáblicích. Za očištění jeho jména srdnatě bojoval jeho bratr Ing. Josef Jebavý až do své smrti v květnu 1989.

## Po roce 1989
Po sametové revoluci byl v roce 1991 rehabilitován.
V roce 1994 byla v Žatci odhalena pamětní deska členům odbojové skupiny Praha–Žatec, na které je uvedeno jeho jméno.
V březnu 2019 byla na místě jeho bydliště odhalena pamětní deska v rámci projektu Poslední adresa.
V roce 2023 byla ustanovena komise pro řešení otázek masových hrobů na Ďáblickém hřbitově působící při úřadu vlády ČR. Součástí zprávy, kterou v červenci 2025 vláda schválila, je návrh prvních exhumací v šachtě č. 14, ve které se nacházejí i ostatky Miloslava Jebavého.

## Galerie

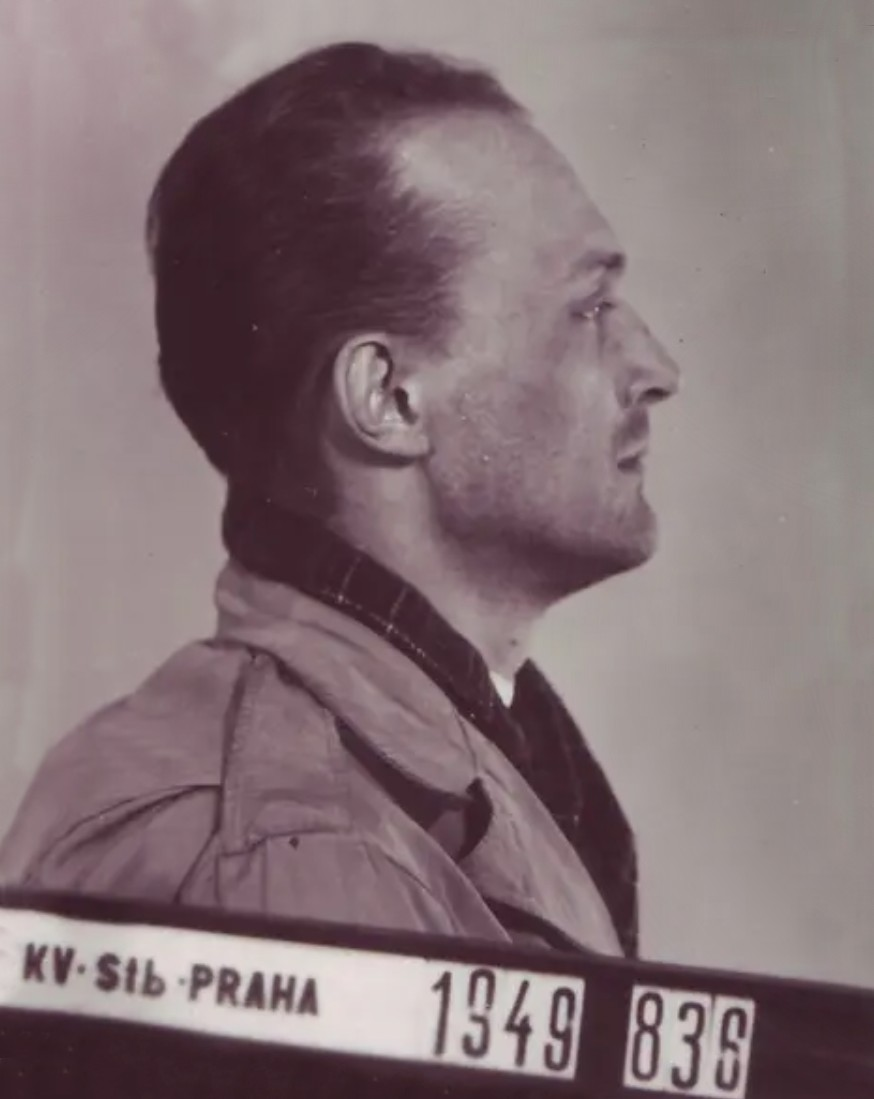
Miloslav Jebavý v roce 1949 na vězeňské identifikační fotografii
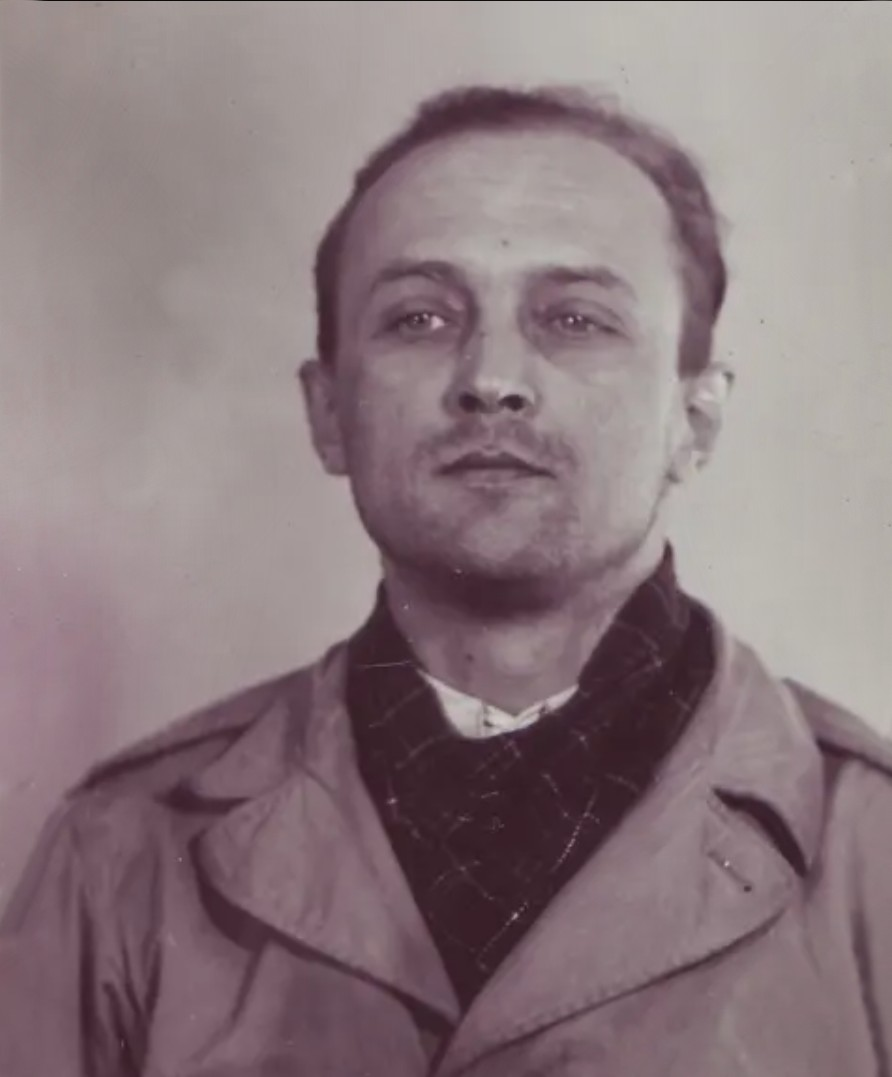
Miloslav Jebavý v roce 1949 na vězeňské identifikační fotografii
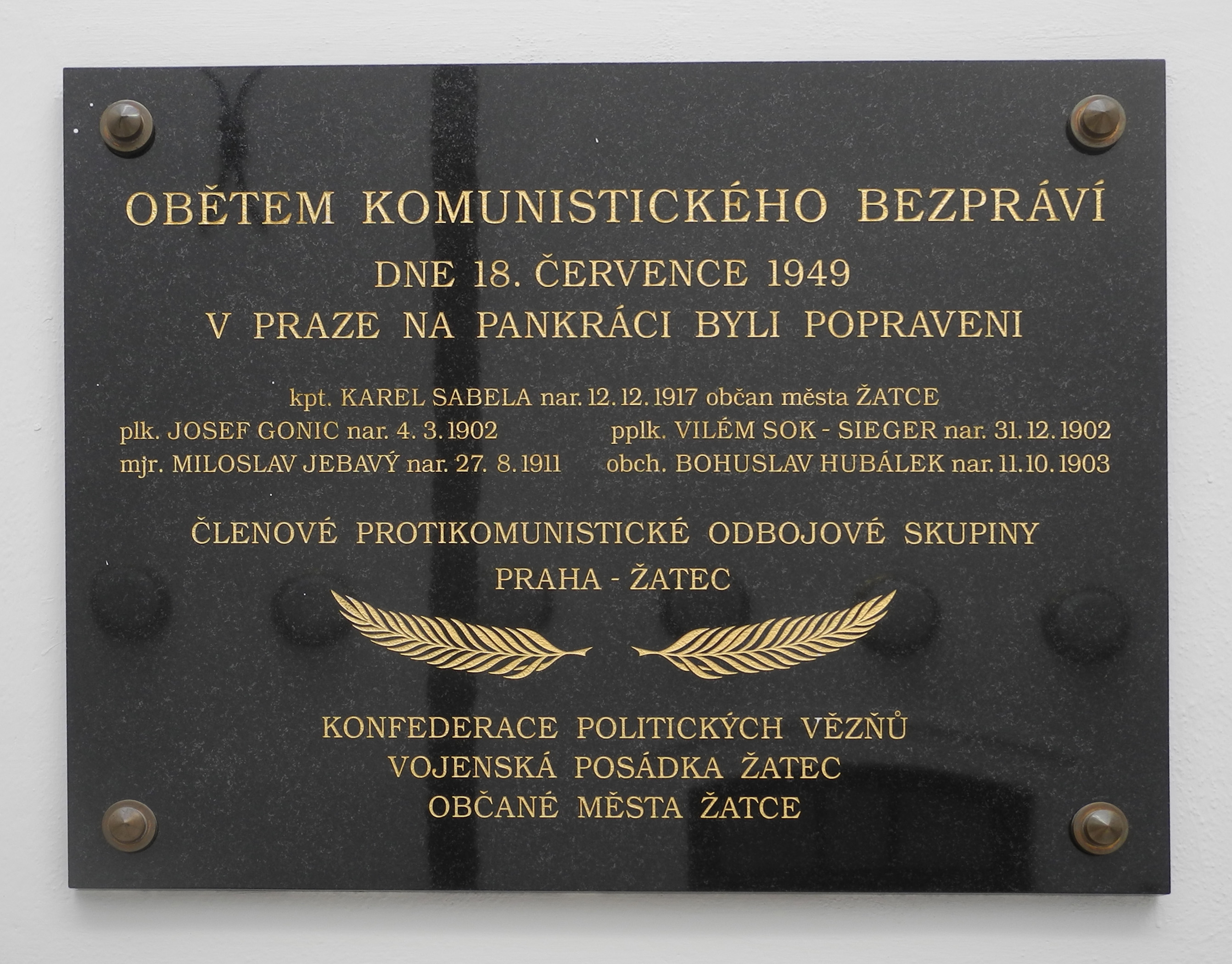
Pamětní deska na radnici v Žatci, kde je uvedeno jméno Miloslava Jebavého
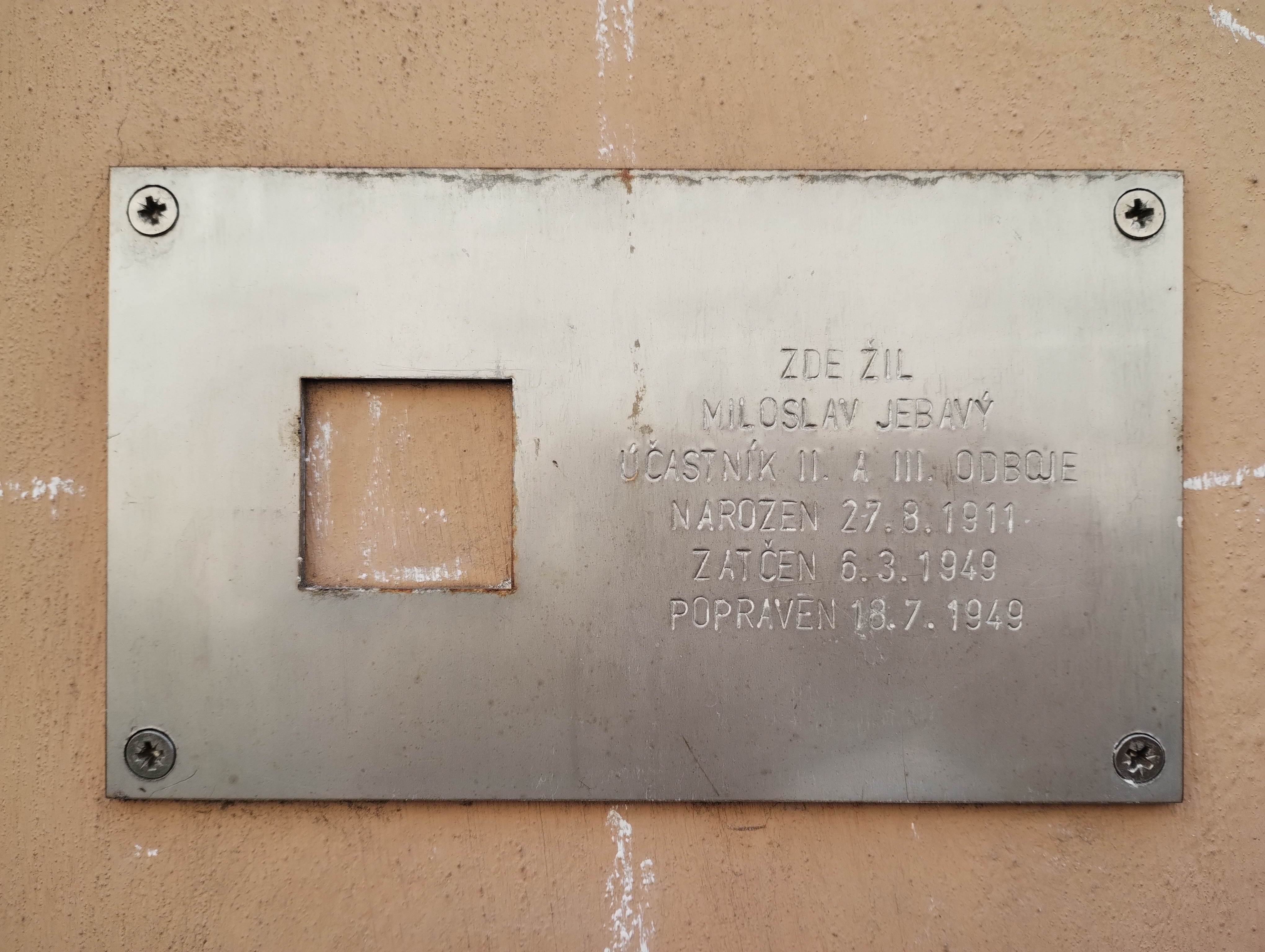
Pamětní deska v rámci projektu Poslední adresa na domě v Opletalově ulici v Praze 1